# گسل ایوانکی
گسل ایوانکی از گسل‌های البرز مرکزی می‌باشد. این گسل از گسل‌های فشاری با راستای شمال غرب – جنوب شرق و با شیب به سمت شمال است که لبه شمالی آن در محدوده جنوب شهر تهران واقع شده‌است.
گسل ایوانکی از مسگرآباد در جنوب شرق تهران تا شرق ایوانکی و با طول تقریبی ۸۰ کیلومتر در جنوب و جنوب شرق تهران واقع شده‌است.

## لرزه خیزی
این گسل در سال‌های اخیر فعالیت‌های زیادی داشته‌است و قدرت لرزه زایی این گسل تا ۷/۵ ریشتر می‌باشد.